# Vivendi Village
Vivendi Village est une filiale du groupe Vivendi, spécialisée dans les métiers du spectacle vivant, de la billetterie, des festivals, de salles de spectacles et de la production.

## Histoire
Vivendi Village a été lancé en 2015 par le groupe Vivendi pour développer des festivals. Vivendi Village est implanté dans une vingtaine de pays pour un chiffre d'affaires de 104 millions d'euros en 2021.
L'organisation, considérée au départ comme « coquille vide » du groupe Vivendi selon le journaliste Cyrille Lacarrière, souhaite centraliser diverses activités liées à la production et au spectacle.
Selon le magazine Challenges, l'actionnaire principal de Vivendi, Vincent Bolloré, nourrit de très hautes ambitions pour la filiale. L'entreprise achète, développe et organise des festivals de musique en France et en Grande-Bretagne.

## Entités
Vivendi Village regroupe dix entités du groupe Vivendi. See Tickets est en 2018 l'un des leaders de la vente de billets électroniques. La salle de spectacles parisienne L'Olympia, la société de production Olympia Productions et le réseau africain de salles de cinéma et de spectacles Canal Olympia font également partie de Vivendi Village.